# Santino Fontana
Santino Fontana (* 21. března 1982, Stockton, Kalifornie, USA) je americký divadelní herec, režisér a skladatel.
Narodil se v Kalifornii. V roce 2000 absolvoval na Richland High School v Richlandu ve státě Washington. V roce 2004 absolvoval University of Minnesota ve specializaci na herectví. Jeho broadwayský debut přišel v roce 2007 ve hře Sunday in the Park with George. Byl v původním broadwayském obsazení muzikálu Billy Elliot, kde ztvárnil Tonyho. Za svou roli v Brighton Beach Memoirs získal v roce 2010 cenu Drama Desk Award pro nejlepšího herce ve vedlejší roli. Za roli prince Tophera v broadwayském uvedení muzikálu Popelka byl nominován na cenu Tony pro nejlepšího herce v hlavní roli v muzikálu.
V roce 2013 namluvil a nazpíval roli prince Hanse v disneyovské pohádce Ledové království. Během let 2015 až 2016 hrál v seriálu stanice The CW Crazy Ex-Girlfriend.
Během září a října 2018 hrál roli Michaela Dorseyho v Chicagské muzikálové adaptaci filmu Tootsie. Od dubna 2019 se muzikál hraje na Broadwayi. Za roli získal cenu Tony.

## Osobní život
V roce 2011 začal chodit s herečkou Jessiou Hershberg. Dvojice se v září 2014 zasnoubili a vzali se v říjnu 2015. Dne 24. září 2019 se jim narodila dcera Grace Fontana.

## Filmografie

### Televize
| Rok       | Název                        | Role                    | Poznámky                                                                         |
| --------- | ---------------------------- | ----------------------- | -------------------------------------------------------------------------------- |
| 2010      | Dobrá manželka               | Danny Willoughby        | díl: „Heart“                                                                     |
| 2011      | Sestřička Jackie             | David                   | díl: „Hraj na mě“                                                                |
| 2010–2014 | Submissions Only             | Aaron Miller            | 5 dílů                                                                           |
| 2012      | Milionový lékař              | Jason                   | díl: „Dawn of the Med“                                                           |
| 2012      | Muž s posláním               | Gene Tipton             | díl: „In Case of Heart Failure“                                                  |
| 2012      | Made in Jersey               | ADA Van Pelt            | díl: „Ancient History“                                                           |
| 2014      | A Summer Celebration of Song | Sám sebe                | koncert                                                                          |
| 2014–2018 | Mozart in the Jungle         | Wolfgang Amadeus Mozart | 4 díly                                                                           |
| 2015      | Keep Christmas With You      | Sám sebe                | vánoční koncert                                                                  |
| 2015      | Live from Lincoln Center     | Moss Hart               | díl: „Act One“                                                                   |
| 2015–2016 | Crazy Ex-Girlfriend          | Greg Serrano            | hlavní role, 22 dílů                                                             |
| 2016–2017 | Špinaví poldové              | David Saperstein        | 9 dílů                                                                           |
| 2016      | BrainDead                    | Kevin                   | díl: „The Path to War Part One: The Gathering Political Storm“                   |
| 2016      | Music and the Spoken Word    | Sám sebe                | díl: „Santino Fontana and the Mormon Tabernacle Choir - The Wonder of Christmas“ |
| 2019      | Fosse/Verdon                 | James Henaghan          | díl: „Me and My Baby“                                                            |

### Film
| Rok  | Název                           | Role             | Poznámky            |
| ---- | ------------------------------- | ---------------- | ------------------- |
| 2011 | Newsworthy                      | Mr. Kerry        | krátkometrážní film |
| 2011 | Jersey Shore Gone Wilde         | Algy             | krátkometrážní film |
| 2011 | The Importance of Being Earnest | Moncrieff        |                     |
| 2012 | Nancy, Please                   | Charlie          |                     |
| 2013 | Ledové království               | Hans (hlas)      |                     |
| 2014 | Jack Ryan: Shadow Recruit       | utíkající bankéř |                     |
| 2015 | Oslava v Ledovém království     | Hans (hlas)      | krátkometrážní film |
| 2015 | Sisters                         | Pan Geernt       |                     |
| 2018 | Off the Menu                    | Joel Flanagan    |                     |
| 2018 | The Vanishing Princess          | První voják      |                     |
| 2019 | Impossible Monsters             | Dr. Rich Freeman |                     |
| 2019 | Ledové království II            | Hans (hlas)      | archivní záběr      |

## Divadlo

### Broadway
| Rok  | Název                                   | Role                                  | Poznámky |
| ---- | --------------------------------------- | ------------------------------------- | -------- |
| 2008 | Sunday in the Park                      | Alex/Bather/voják, George (náhradník) |          |
| 2008 | Billy Elliot                            | Tony Elliot                           |          |
| 2009 | Brighton Beach Memoirs a Broadway Bound | Stanley Jerome                        |          |
| 2010 | A View From The Bridge                  | Rodolfo                               |          |
| 2011 | Jak je důležité míti Filipa             | Algernon Montcrieff                   |          |
| 2013 | Popelka                                 | princ Topher                          |          |
| 2014 | Act One                                 | Moss Hart                             |          |
| 2018 | Hello, Dolly!                           | Cornelius Hackl                       |          |
| 2019 | Tootsie                                 | Michael Dorsey/Dorothy Michaels       |          |

### Mimo Broadway
| Rok  | Název                                        | Role                            | Divadlo                                                    |
| ---- | -------------------------------------------- | ------------------------------- | ---------------------------------------------------------- |
|      | Vánoční koleda                               |                                 | Guthrie Theater                                            |
| 2003 | Six Degrees of Separation                    |                                 | Guthrie Theater                                            |
|      | La traviata                                  |                                 | Washington East Opera                                      |
|      | Death of a Salesman                          |                                 | Guthrie Theater a Gaiety Theatre (Dublin Theater Festival) |
|      | As You Like It                               |                                 | Guthrie Theater                                            |
|      | Once in a Lifetime                           |                                 | Chautauqua Theater Company                                 |
|      | 9/11 Project                                 |                                 | Chautauqua Theater Company                                 |
|      | On the Verge                                 |                                 | Chautauqua Theater Company                                 |
|      | Loves Labour's Lost                          |                                 | Chautauqua Theater Company                                 |
| 2005 | Perfect Harmony                              | Philip Fellowes V               | Studio Tisch                                               |
| 2006 | Hamlet                                       | Hamlet                          | Guthrie Theater                                            |
| 2006 | The Fantasticks                              | Matt                            |                                                            |
| 2007 | Hay Fever                                    | Simon Bliss                     | Old Globe Theatre, San Diego                               |
| 2011 | Sons of the Prophet                          | Joseph                          | Laura Pels Theatre                                         |
| 2016 | 1776                                         | John Adams                      | Newyorské městské centrum Encores!                         |
| 2016 | Kurt Vonnegut's God Bless You, Mr. Rosewater | Elliot Rosewater                | Newyorské městské centrum Encores!                         |
| 2018 | Tootsie                                      | Michael Dorsey/Dorothy Michaels | Cadillac Palace Theatre                                    |